# Вълковия (община Цариброд)
Вижте пояснителната страница за други значения на Вълковия.
Вълковия (на сръбски: Влковија или Vlkovija) е село в Западните покрайнини, община Цариброд, Пиротски окръг, Сърбия. През 2002 г. населението му е 17 души, докато през 1991 г. е било 53 души. В селото живеят българи.

## География
Селото е разположено на самата граница с България в областта Висок в северните склонове на Видлич.

## История

### Етимология
Според „Българския етимологичен речник“ името е вълк и изчезнало съществително вѝя, виене, надаване на вой, образувано от глагола вѝя и наставката -ия – подобно на местното име Градобѝя, благословѝя, носѝя, просѝя, съсипѝя.

### Османско владичество
В съкратен регистър на Пиротския кадилък от 1530 г. Вълковия е отбелязано като село с 40 домакинства, 3 неженени,  една вдовица и приход от 2737 акчета. Селото се споменава като Вълковие в османотурски данъчен регистър на джелепкешаните от 1576 година. Един местен жител – Стайко Белчин, дължи налог от 60 овце.

## Личности
Родени във Вълковия
- Апостол Кръстев – Комитата, български опълченец от Руско-турската война през 1877 – 1878 г.
- Петър Захаров (1930 – 2017), югославски политически дисидент, български обществен деец
- Петър Тасев (1903 – 1937) – български комунист, ляв профсъюзен деец, отговорен редактор на в. „Шивашки работник“, интербригадист в Гражданската война в Испания[4]